# Wu Shuang Pu

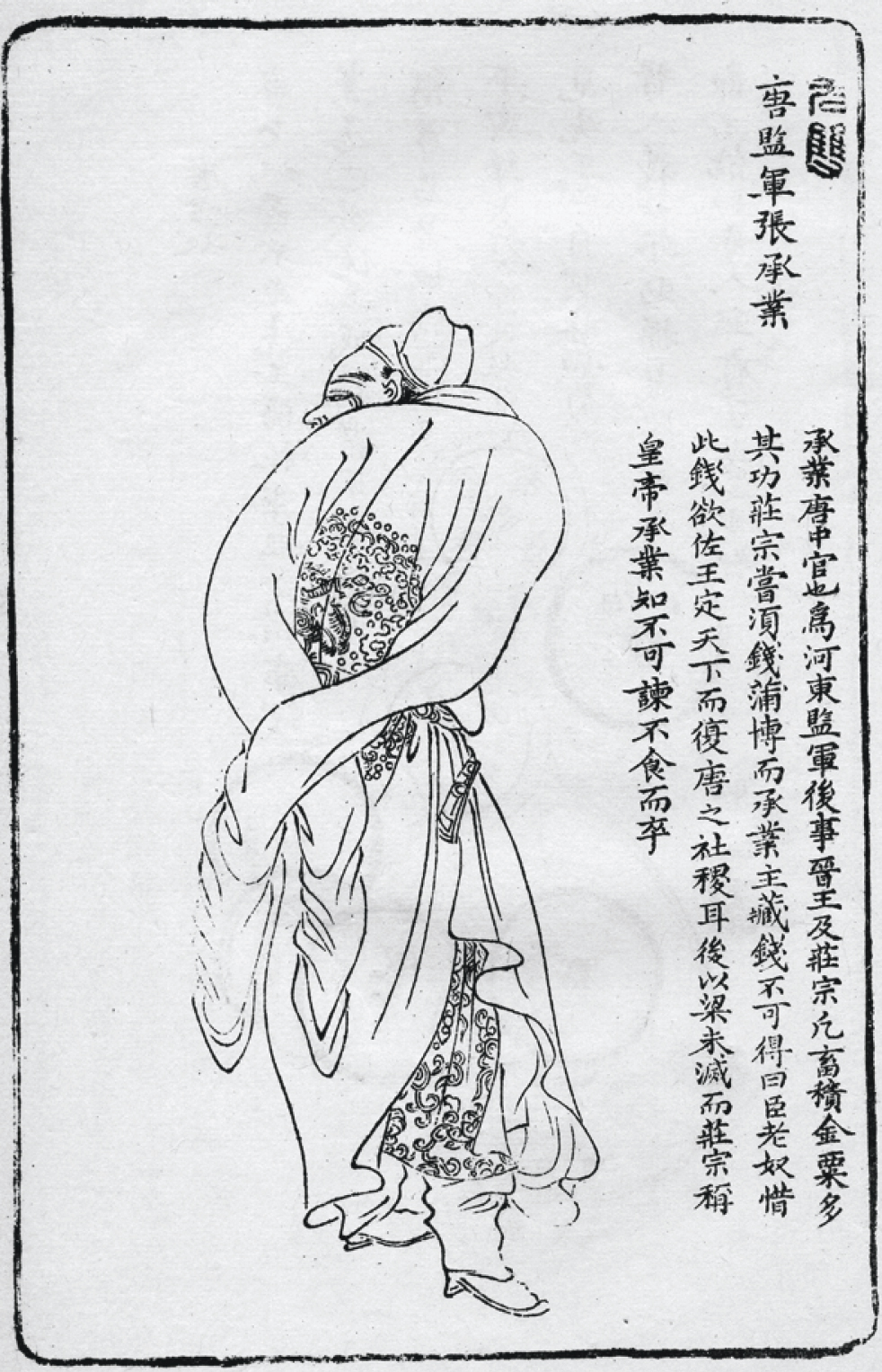
Zhang Chengye, wie im Wu Shuang Pu (無雙譜, Tisch der Unvergleichlichen Helden) von Jin Guliang dargestellt

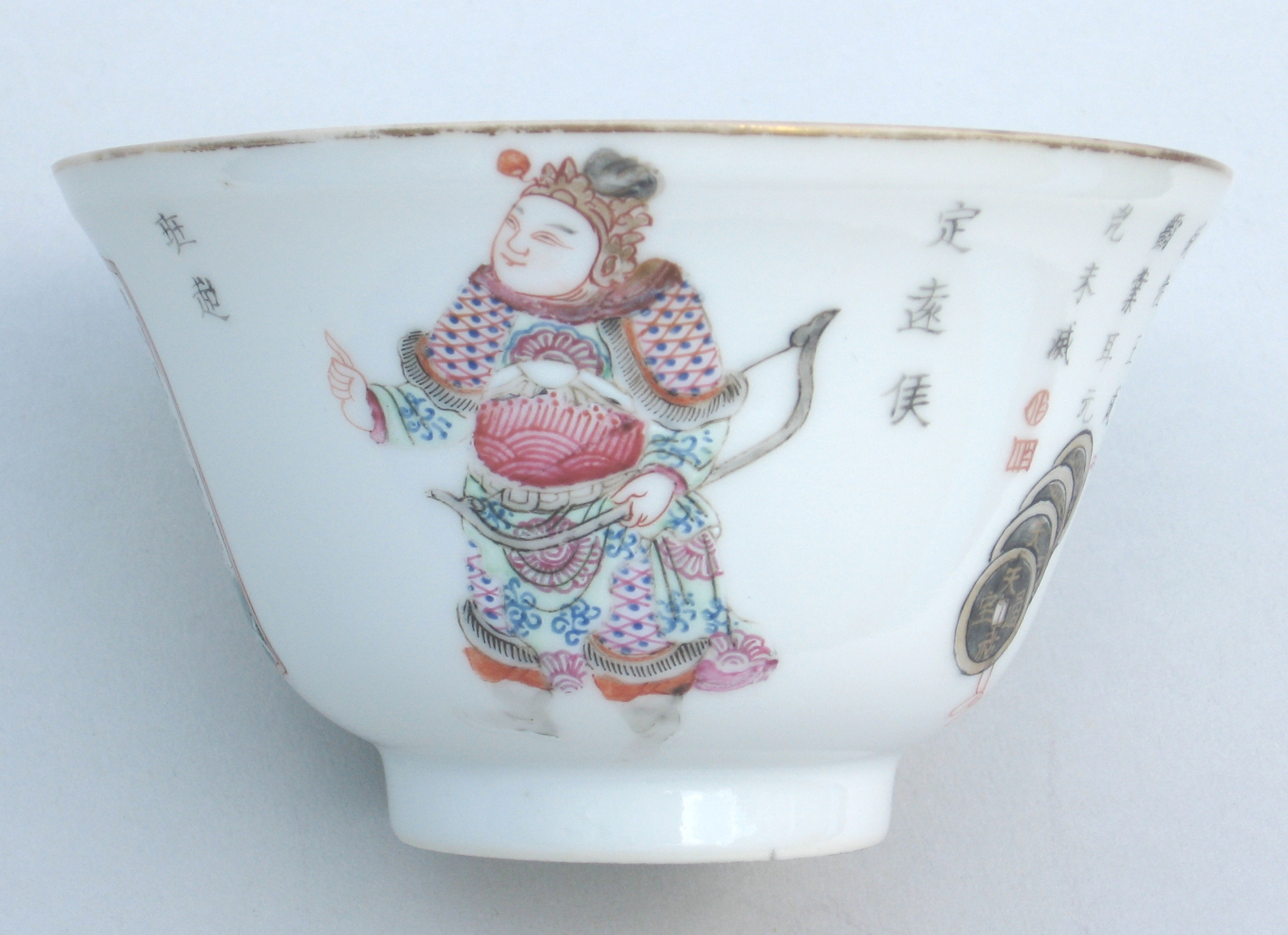
Wu Shuang Pu; Ban Chao (32–102) abgebildet auf Chinesisches Porzellan, Xianfeng Regierungsperiode (1850–1861)

Wu Shuang Pu (chinesisch 無雙譜 / 无双谱, Pinyin Wúshuāng Pǔ, englisch Table of peerless heroes – „Ein Verzeichnis von Unvergleichlichen“) ist ein spätestens 1694 erstmals veröffentlichtes Buch mit Illustrationen in Holzschnitten von Zhu Gui (朱圭) nach Vorlagen des Malers Jin Shi (金史), besser bekannt als Jin Guliang (金古良), und einem 1690 datierten Vorwort von Song Jun (宋俊), einem Freund des Autors. Es enthält auf je einer Doppelseite ein ganzfiguriges Holzschnitt-Bildnis von 33 bemerkenswerten Chinesen und sieben Chinesinnen aus der Zeit von der Han- bis zum Ende der Song-Dynastie mit jeweils einer Kurzbiographie und einem Gedicht in der Art von Volksliedern (Yuefu). Die Illustrationen waren durch zahlreiche Auflagen und Kopien weit verbreitet, sie fanden in veränderter Form auch in andere Bücher Eingang, z. B. in das medizinische Lehrbuch Der goldene Spiegel (御纂醫宗金鑑, yuzuan yizong jinjian, wörtlich eher: Der Schatz des gelehrten Arztes) von 1742, vor allem aber wurden sie insbesondere im 19. Jahrhundert häufig auf chinesischem Porzellan reproduziert. Im Vorwort heißt es, dass niemand diesen Helden in der gegenwärtigen Zeit mehr ebenbürtig sei, sie deshalb unvergleichlich sind.

## Enthaltene Biografien
| Nr | Name   | Übersetzung                      | Pinyin        |  | Nr | Name   | Übersetzung               | Pinyin        |
| 1  | 张良   | Zhang Liang (um 250-189 v. Chr.) | Zhāng Liàng   |  | 21 | 陶渊明 | Tao Yuanming (365–427)    | Táo Yuānmíng  |
| 2  | 项羽   | Xiang Yu (232-202 v. Chr.)       | Xiàng Yǔ      |  | 22 | 王猛   | Wang Meng (325–375)       | Wáng Měng     |
| 3  | 伏生   | Fu Sheng (um 268-178 v. Chr.)    | Fú Shēng      |  | 23 | 謝安   | Xie An (320–385)          | Xiè Ān        |
| 4  | 东方朔 | Dongfang Shuo (154-93 v. Chr.)   | Dōngfāng Shuò |  | 24 | 苏蕙   | Su Hui (351–381)          | Sū Huì        |
| 5  | 张骞   | Zhang Qian (164-114 v. Chr.)     | Zhāng Qiān    |  | 25 | 花木兰 | Hua Mulan (um 400–500)    | Huā Mùlán     |
| 6  | 苏武   | Su Wu (140-60 v. Chr.)           | Sū Wǔ         |  | 26 | 冼夫人 | Xian Fu Ren (um 512–602)  | Xiǎn Fū Ren   |
| 7  | 司马迁 | Sima Qian (um 145-86 v. Chr.)    | Sīmǎ Qiān     |  | 27 | 武则天 | Wu Zetian (624–705)       | Wǔ Zé Tiān    |
| 8  | 董贤   | Dong Xian (23-1 v. Chr.)         | Dǒng xián     |  | 28 | 狄仁杰 | Di Renjie (630–700)       | Dí Rénjié     |
| 9  | 严子陵 | Yan Zi Ling (um 0–75)            | Yán Zǐ Líng   |  | 29 | 安金藏 | An Jincang (um 600–800)   | Ān JīnCáng    |
| 10 | 曹娥   | Cao E (um 130–143)               | Cáo É         |  | 30 | 郭子仪 | Guo Ziyi (697–781)        | Guō Zǐyí      |
| 11 | 班超   | Ban Chao (32–102)                | Bān Chāo      |  | 31 | 李白   | Li Bai (701–762)          | Lǐ Bái        |
| 12 | 班昭   | Ban Zhao (45–116)                | Bān Zhāo      |  | 32 | 李泌   | Li Bi (722–789)           | Lǐ Bì         |
| 13 | 赵娥   | Zhao E (um 25–220)               | Zhào É        |  | 33 | 张承业 | Zhang Chengye (846–922)   | Zhāng ChéngYè |
| 14 | 孙策   | Sun Ce (175–200)                 | Sūn Cè        |  | 34 | 冯道   | Feng Dao (882–954)        | Féng Dào      |
| 15 | 诸葛亮 | Zhuge Liang (181–234)            | Zhūgě Liàng   |  | 35 | 陳摶   | Chen Tuan (871–989)       | Chén Tuán     |
| 16 | 焦孝然 | Jiao Xiao Ran (481-221 v. Chr.)  | Jiāo Xiào Rán |  | 36 | 钱镠   | Qian Liu (852–932)        | Qián Liú      |
| 17 | 刘谌   | Liu Chen (um 220–263)            | Liú Chén      |  | 37 | 安民   | An Min (um 1050–1125)     | Ān Mín        |
| 18 | 羊祜   | Yang Hu (221–278)                | Yáng Hù       |  | 38 | 陈东   | Chen Dong (1086–1127)     | Chén Dōng     |
| 19 | 周处   | Zhou Chu (236–297)               | Zhōu Chǔ      |  | 39 | 岳飞   | Yue Fei (1103–1142)       | Yuè Fēi       |
| 20 | 绿珠   | Lüzhu (um 250–300)               | Lǜ Zhū        |  | 40 | 文天祥 | Wen Tianxiang (1236–1283) | Wén Tiānxiáng |

## Ausgewählte Neuauflagen (Chinesisch)
- Jin, Guliang (1996).  ISBN 7531008157
- Jin, Guliang (2013).  ISBN 7212060542

## Ausgewählte Neuauflagen (Englisch)
- Jacobs, Arno (2021).  The Beauty of Chinese Porcelain, Symbolism and WuShuangPu. ISBN 9798716899834